# Reusch

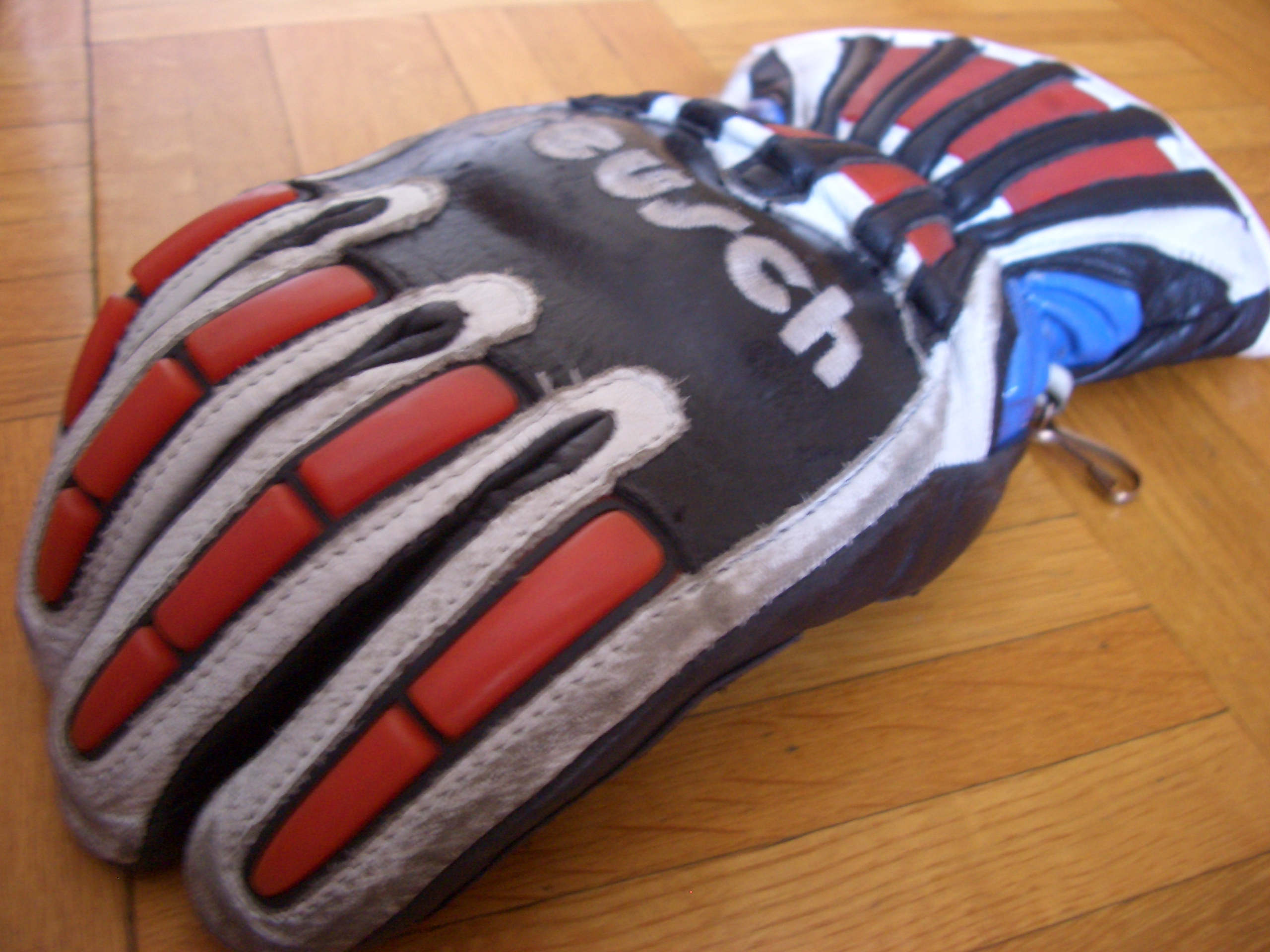
Lyžařská rukavice Reusch.

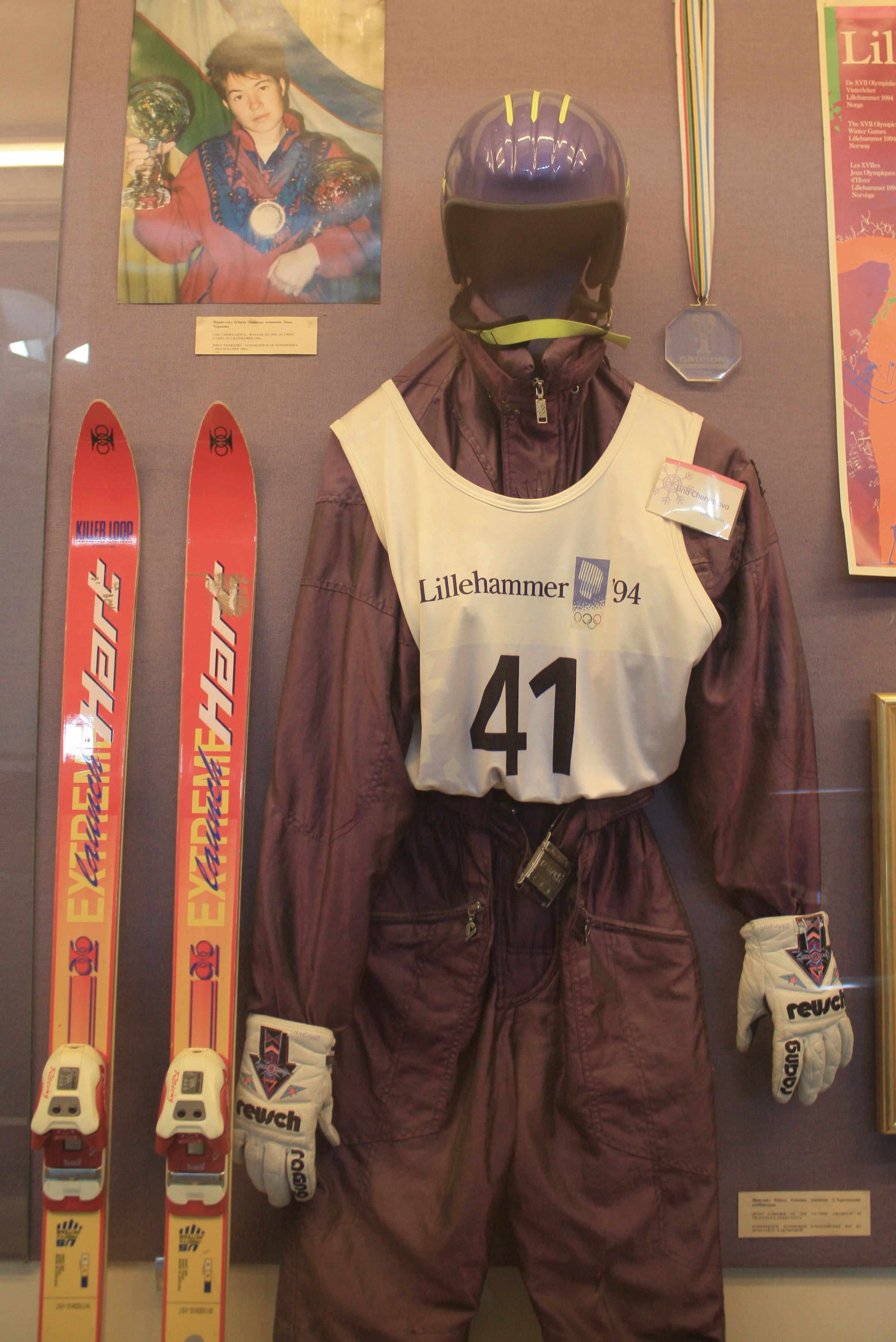
Kombinéza Reusch uzbecké lyžařky Liny Čerjazovové.

Reusch je německá firma se sídlem v Reutlingenu vyrábějící sportovní vybavení zejména pro zimní sporty jako jsou např. lyžování, snowboarding atd. (vyrábí lyžařské kombinézy, helmy, brýle), a také pro fotbal (dodává brankářské rukavice, dresy, chrániče, míče, tašky...).
S firmou Reusch spolupracuje známý německý brankář Sepp Maier, jehož podobiznu a podpis firma použila mj. na své kolekci dresů a míčů.

### Externí odkazy

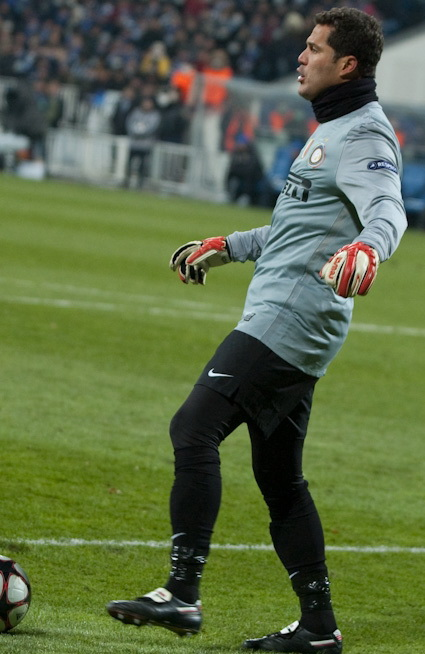
Brazilský brankář Júlio César Soares Espíndola v rukavicích značky Reusch.

## Historie
V roce 1934 zhotovil zakladatel firmy Karl Reusch ručně první rukavice v podkroví svého domu. Na počátku 70. let 20. století byl díky známostem s profesionálními sportovci požádán o dodání zimních rukavic alpským lyžařům. V roce 1972 se k firmě přidal i jeho syn Gebhard a společně ušili první lyžařské rukavice, které dostaly značku na trh se sportovními potřebami. O rok později Gebhard zařídil expanzi firmy a orientaci na fotbal, ve spolupráci s brankářem Seppem Maierem Reusch představil první brankářské rukavice s latexovou dlaňovou stranou. Sepp Maier poté rukavice používal a měl je i ve finále Mistrovství světa ve fotbale 1974, v němž vychytal druhý titul pro Německo po vítězství 2:1 nad Nizozemskem. To byla pro značku Reusch skvělá reklama a nastala tak úspěšná éra dodávek rukavic nejlepším brankářům světa.